# Aven Armand
Pour les articles homonymes, voir Armand et Aven (homonymie).
L'aven Armand est une cavité souterraine naturelle française située sous le causse Méjean en Lozère, entre Meyrueis et Sainte-Enimie sur le territoire de la commune de Hures-la-Parade. Un aménagement comprenant notamment une entrée artificielle et un funiculaire facilite la visite touristique de cette cavité réputée pour sa « forêt de stalagmites ».

## Toponymie
L'aven porte le nom de son découvreur, Louis Armand, forgeron au Rozier, qui y descendit le premier le 19 septembre 1897.

## Spéléométrie
La dénivellation de la cavité est de 197 mètres.

## Géologie
La grotte s'ouvre dans des calcaires du Jurassique.

## Description
La salle principale, dont le sol se situe à −100 mètres de la surface, est longue de 110 m, large de 60 m et d'une hauteur moyenne de 45 m. Elle abrite une forêt de plus de 400 stalagmites dont une de 30 m de haut, l'une des plus hautes d'Europe.
Le 11 juin 1927, l'aven Armand est aménagé et rendu accessible au public grâce au percement d'un tunnel de 208 m de long, en pente douce, équipé de marches. Aujourd'hui, un funiculaire permet de descendre dans la caverne.
L'aven est composé d'une cheminée d'accès et d'une vaste salle en pente. C'est par cette cheminée que sont arrivés Louis Armand et ses compagnons. Au fond de la salle se trouve une forêt de grandes stalagmites dont les formes variées (en draperies, en orgues, verticaux, « empilement d'assiettes »...) s'expliquent - entre autres facteurs - par la hauteur de chute des gouttes d'eau, les différentes vitesses d'écoulement, la nature chimique de l'eau, etc.
Les stalactites de la grotte sont petites par rapport à celles d'autres grottes : la vitesse élevée de l'infiltration de l'eau à travers la paroi du plafond laisse peu de dépôts calcaires. La majeure partie du calcaire se dépose ainsi sur les stalagmites.

## Logo

Logo de la grotte.

En 1897, le spéléologue Édouard-Alfred Martel, ami de Louis Armand, avait qualifié à l'époque le site de « Rêve des Mille et Une Nuits », citation que l'on retrouve dans le logo de la grotte.

## L'aven Armand dans la culture
- L'aven Armand est le lieu de tournage du téléfilm français Crime en Lozère, réalisé par Claude-Michel Rome en 2014.
- Nolwenn Leroy a choisi l'aven Armand pour y tourner le clip de son single Gemme en juin 2017[2].

## Classement et listes
L'aven Armand est un site classé depuis le 20 août 1941.
En 1999 un dossier de 18 sites et 24 grottes à concrétions du Sud de la France est proposé pour une inscription sur la liste indicative du patrimoine mondial naturel, antichambre de la liste du patrimoine mondial,. En octobre 2001 un avis défavorable est émis par l'union internationale pour la conservation de la nature (UICN). Fin 2005, l'État français pense représenter une demande d'inscription. En 2007 le projet est retiré et l'Association de valorisation des cavités françaises à concrétions (AVCFC) regroupant 23 cavités du Sud de la France est créée.

## Photothèque

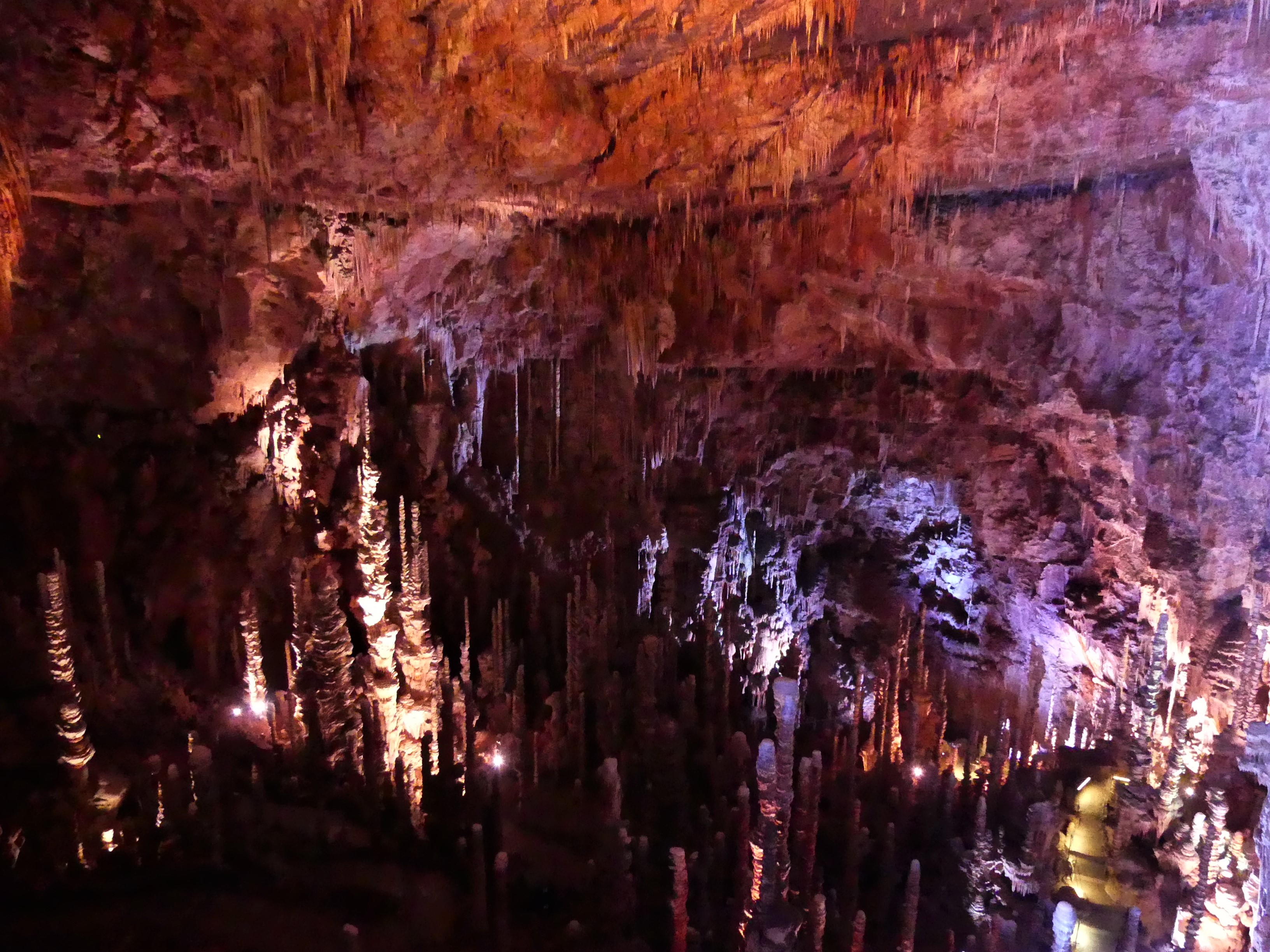
La cavité avec ses fines stalactites et ses très nombreuses stalagmites.
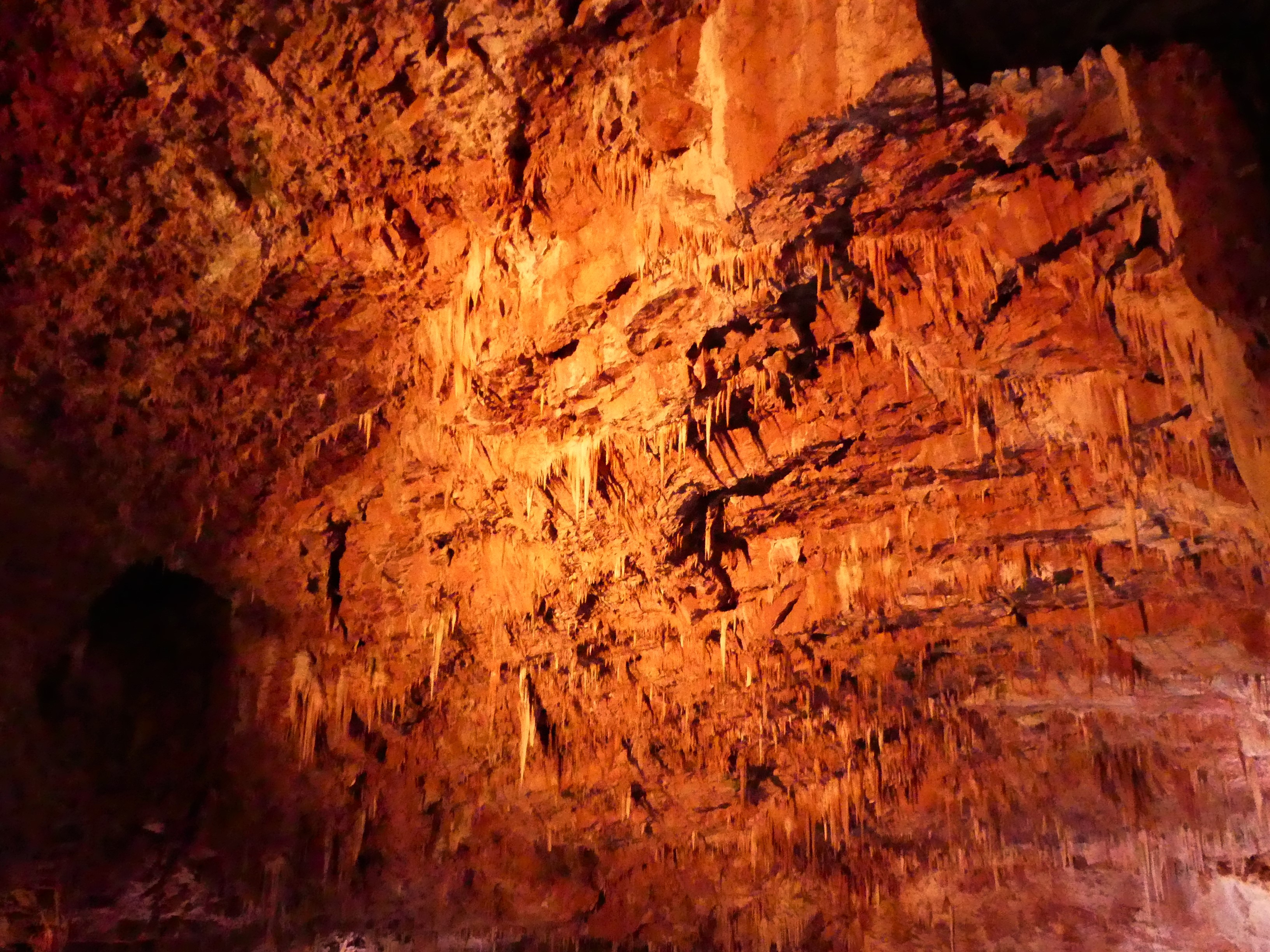
Fines stalactites.
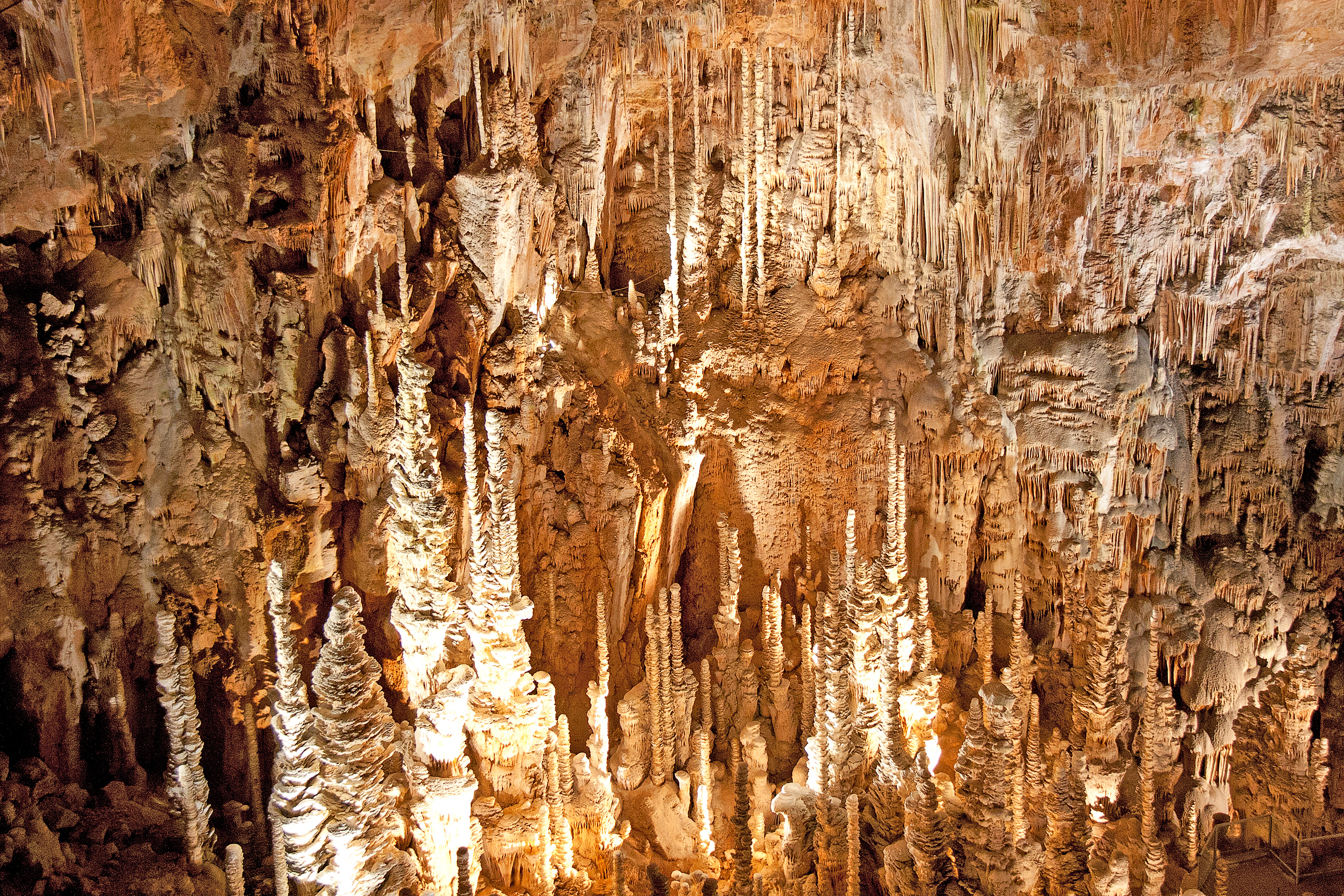
La « forêt de stalagmites ».
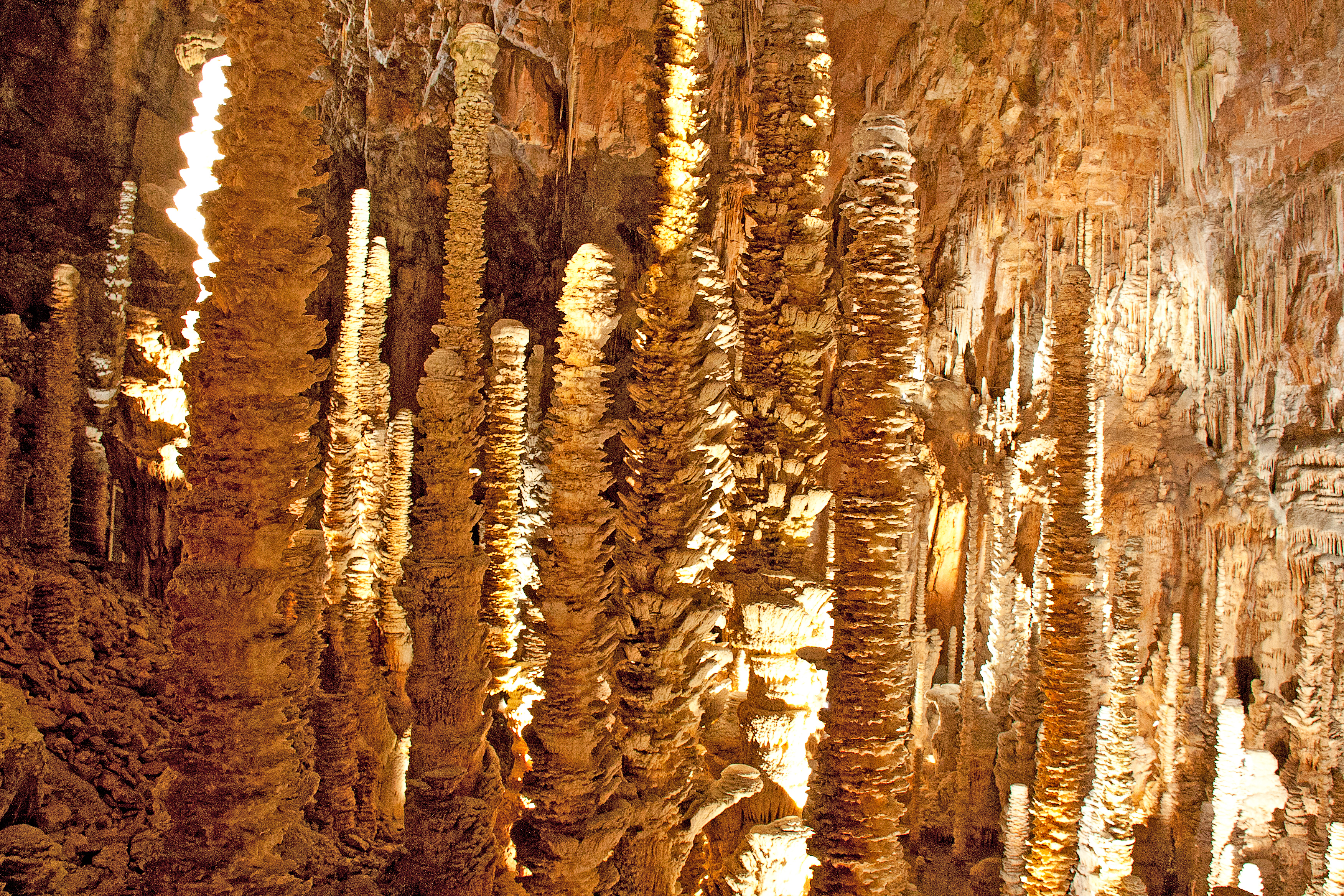
La « forêt de stalagmites ».
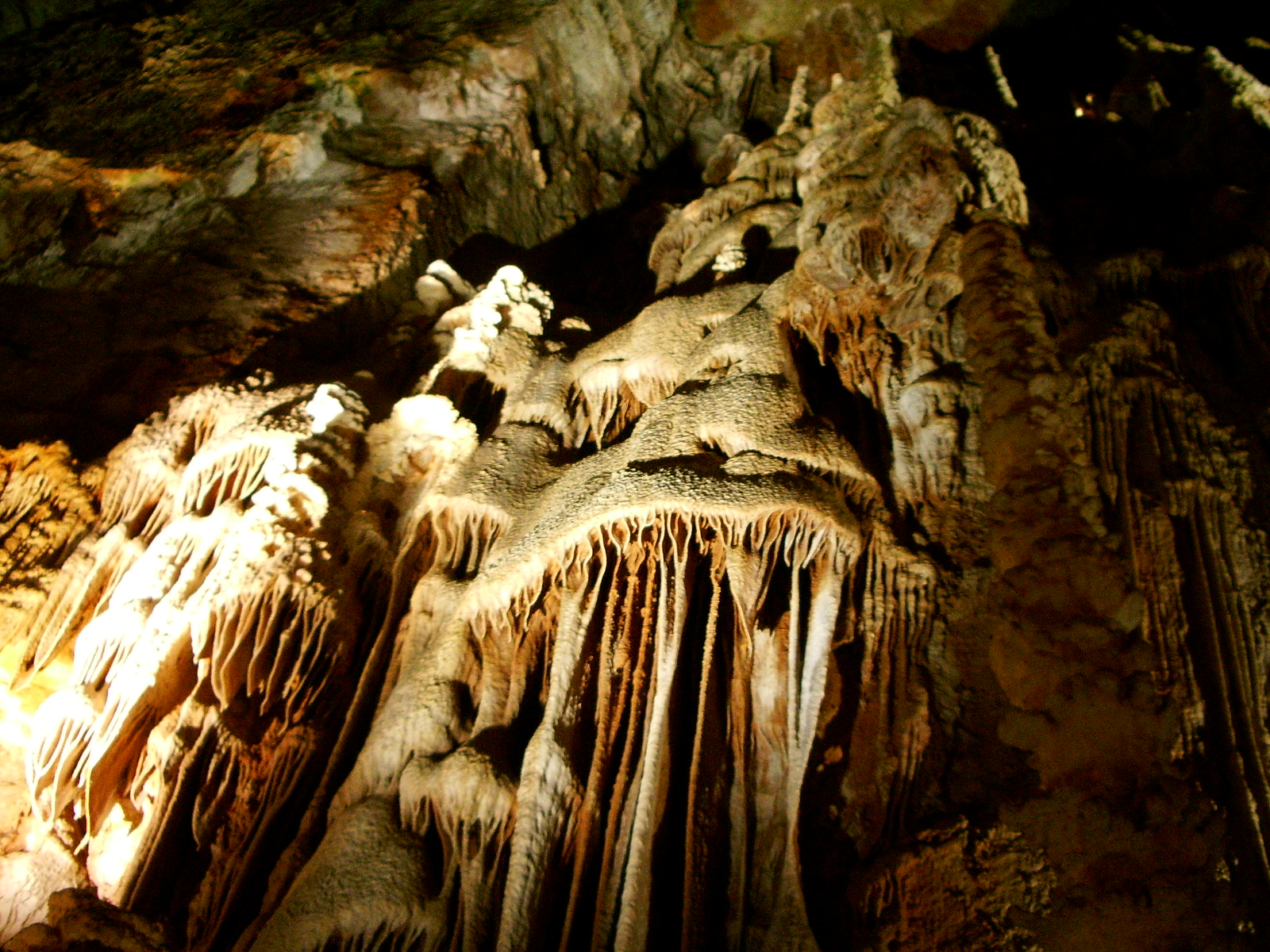
Draperies de calcite blanche en forme de « méduses ».
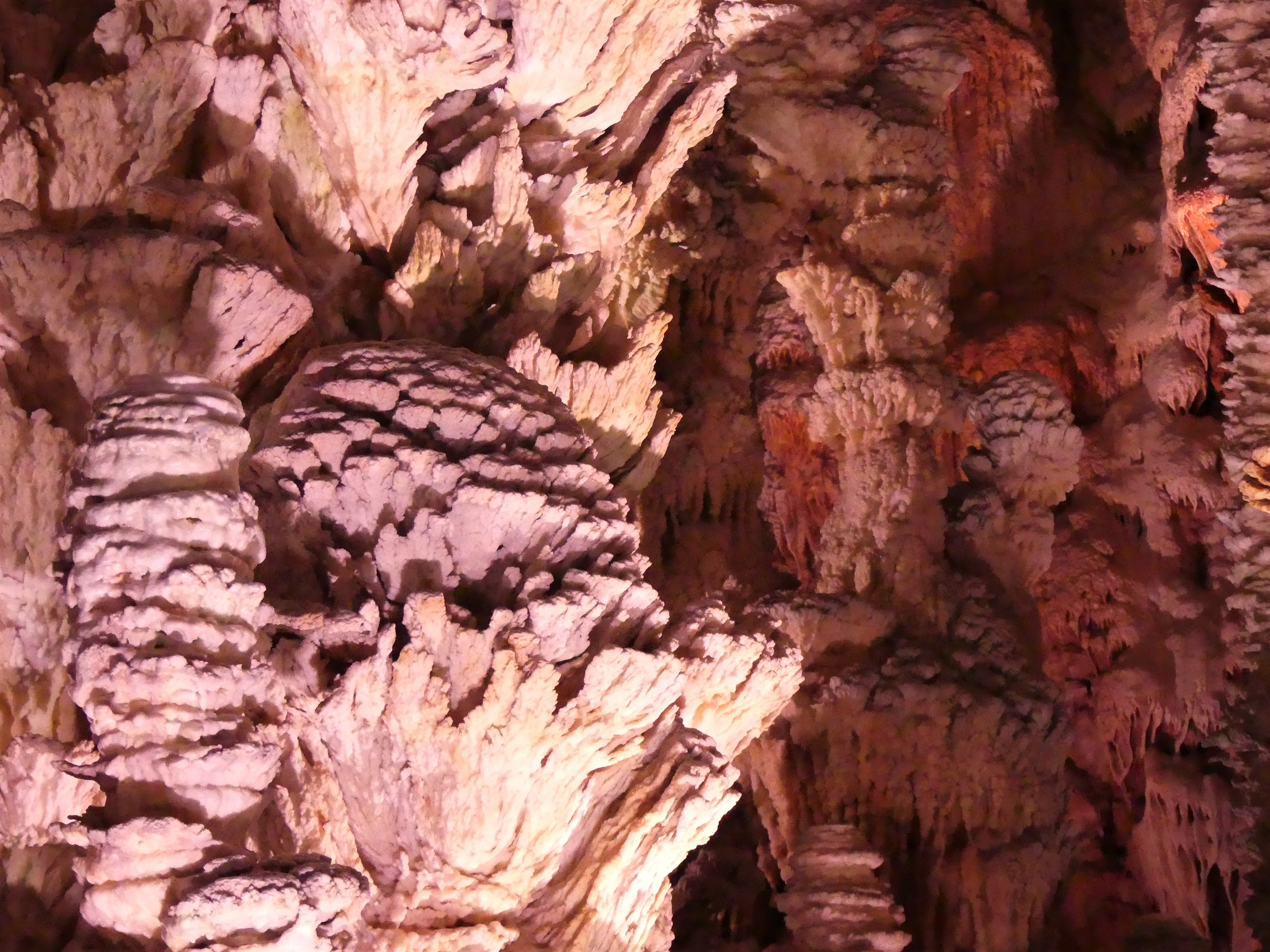
La « pomme de pin ».
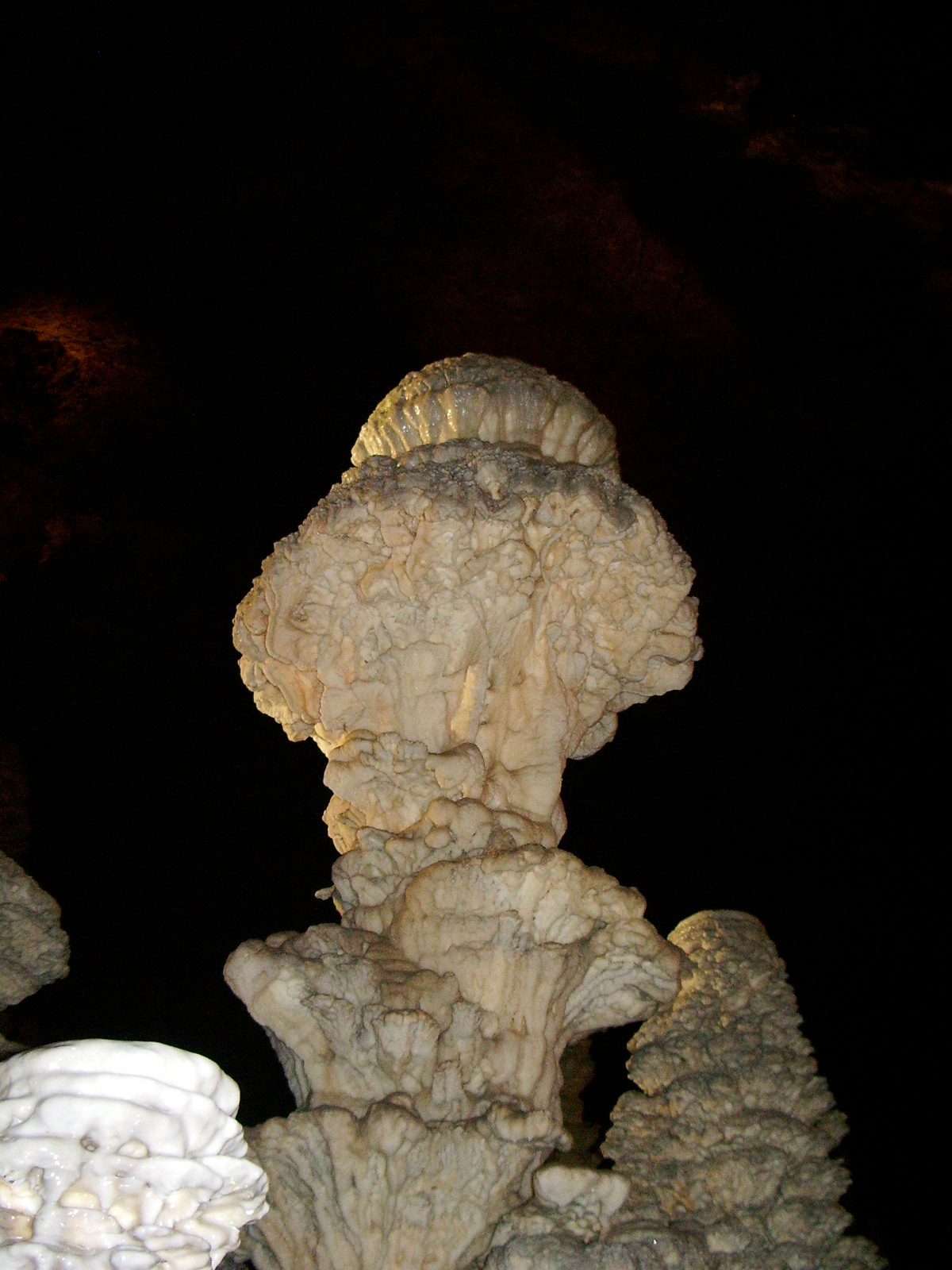
Le « brocoli ».
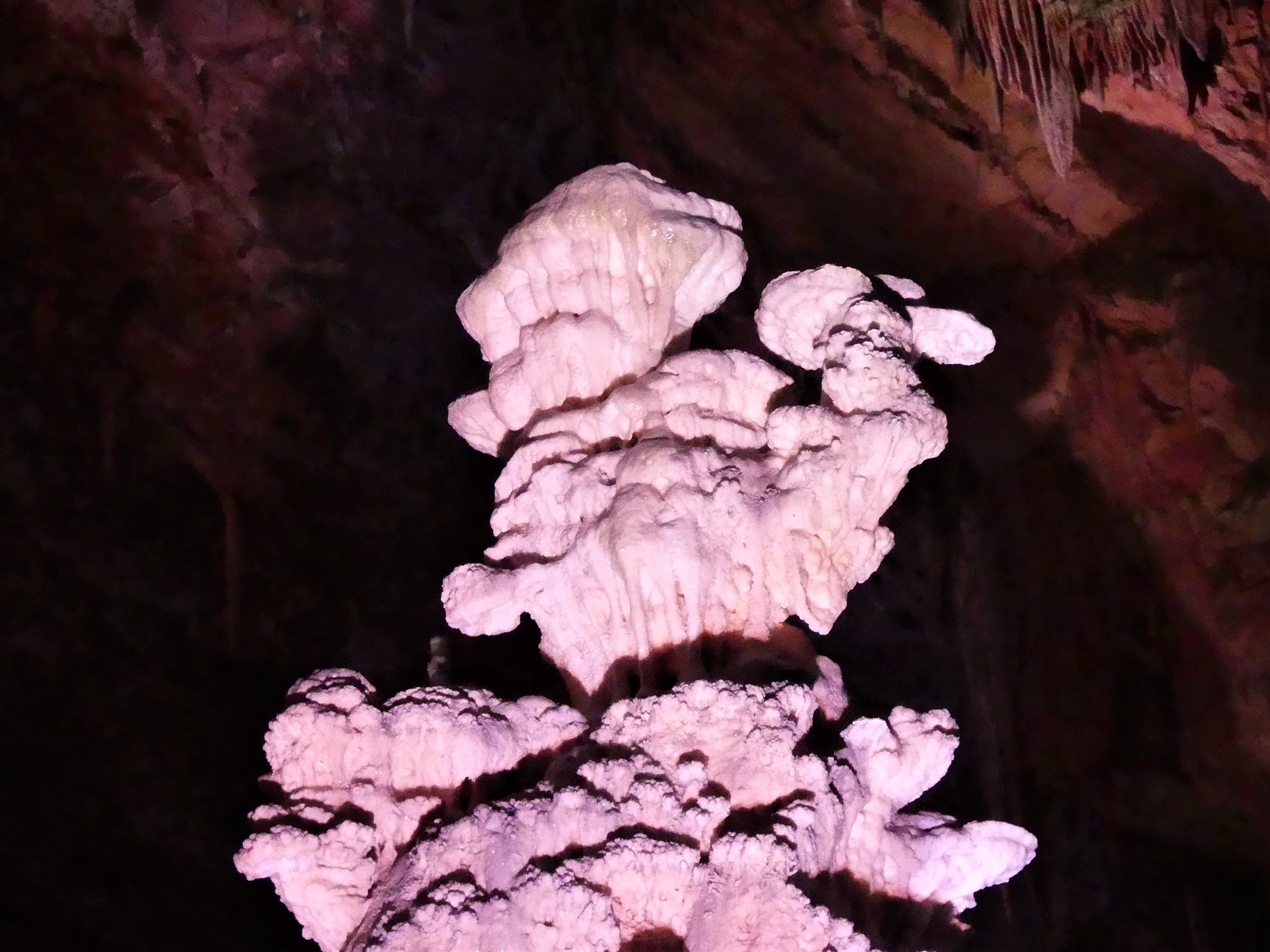
Le « dodo » ou le dindon.
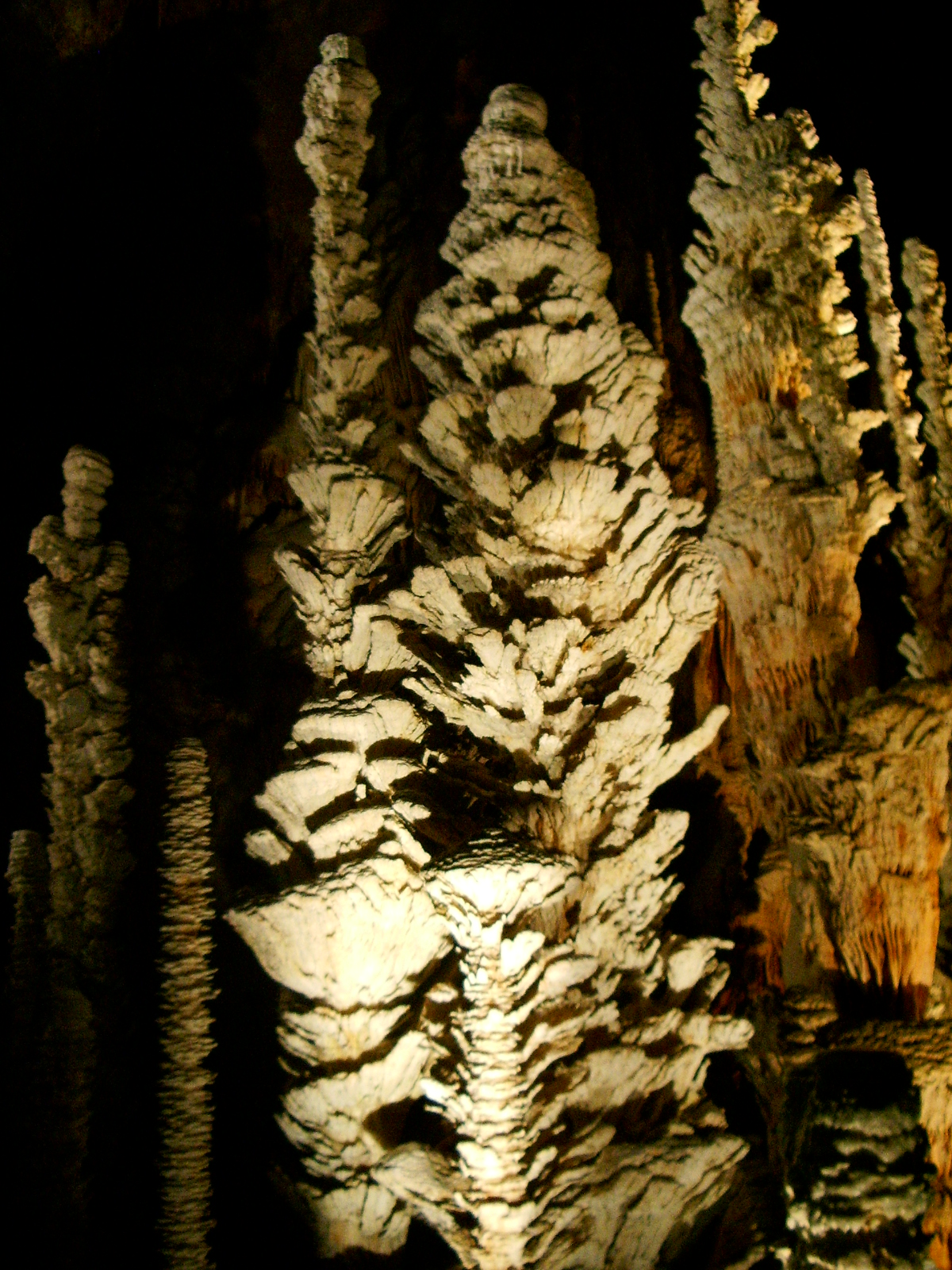
Stalagmites en « piles d'assiettes ».
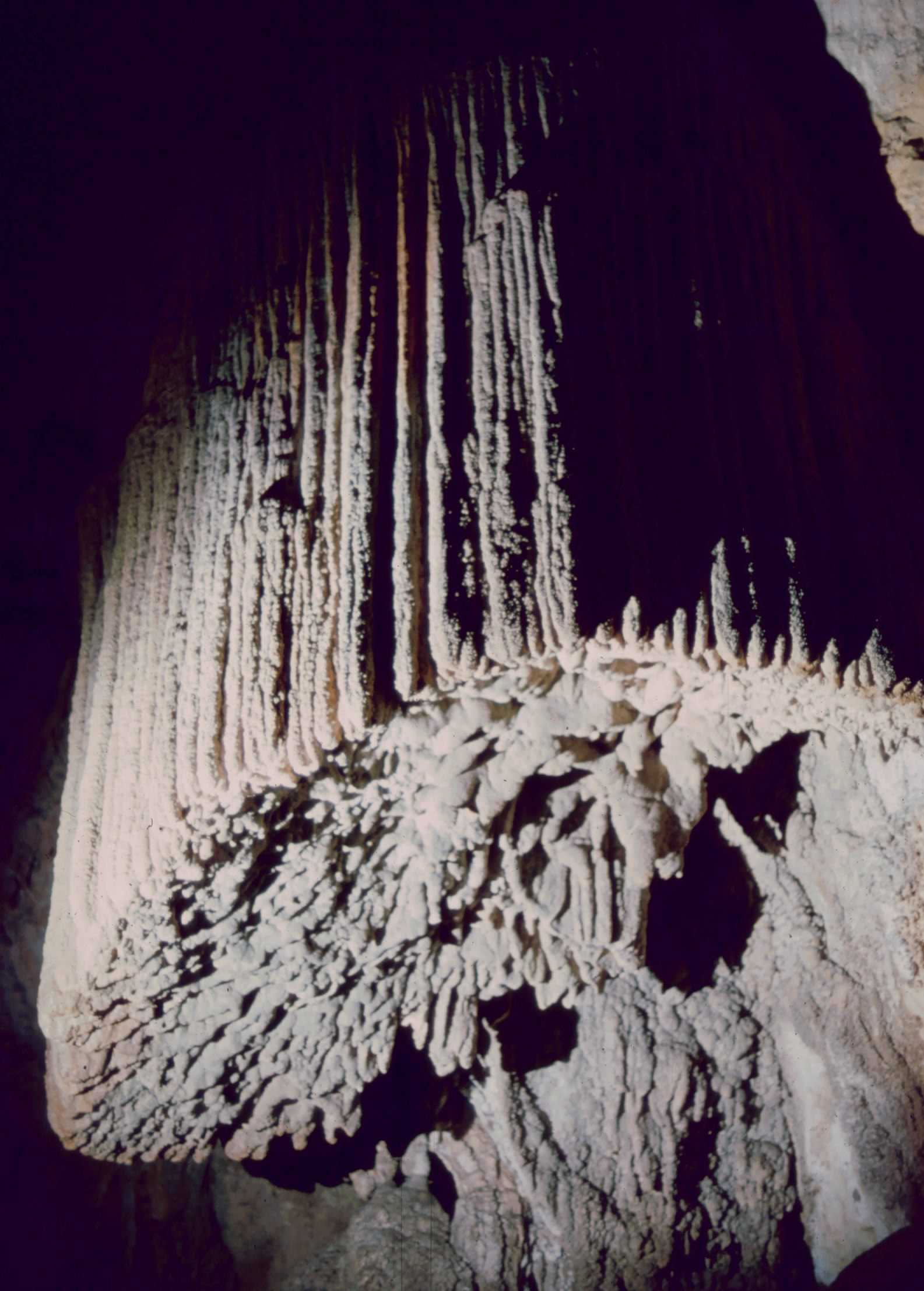
Concrétions.
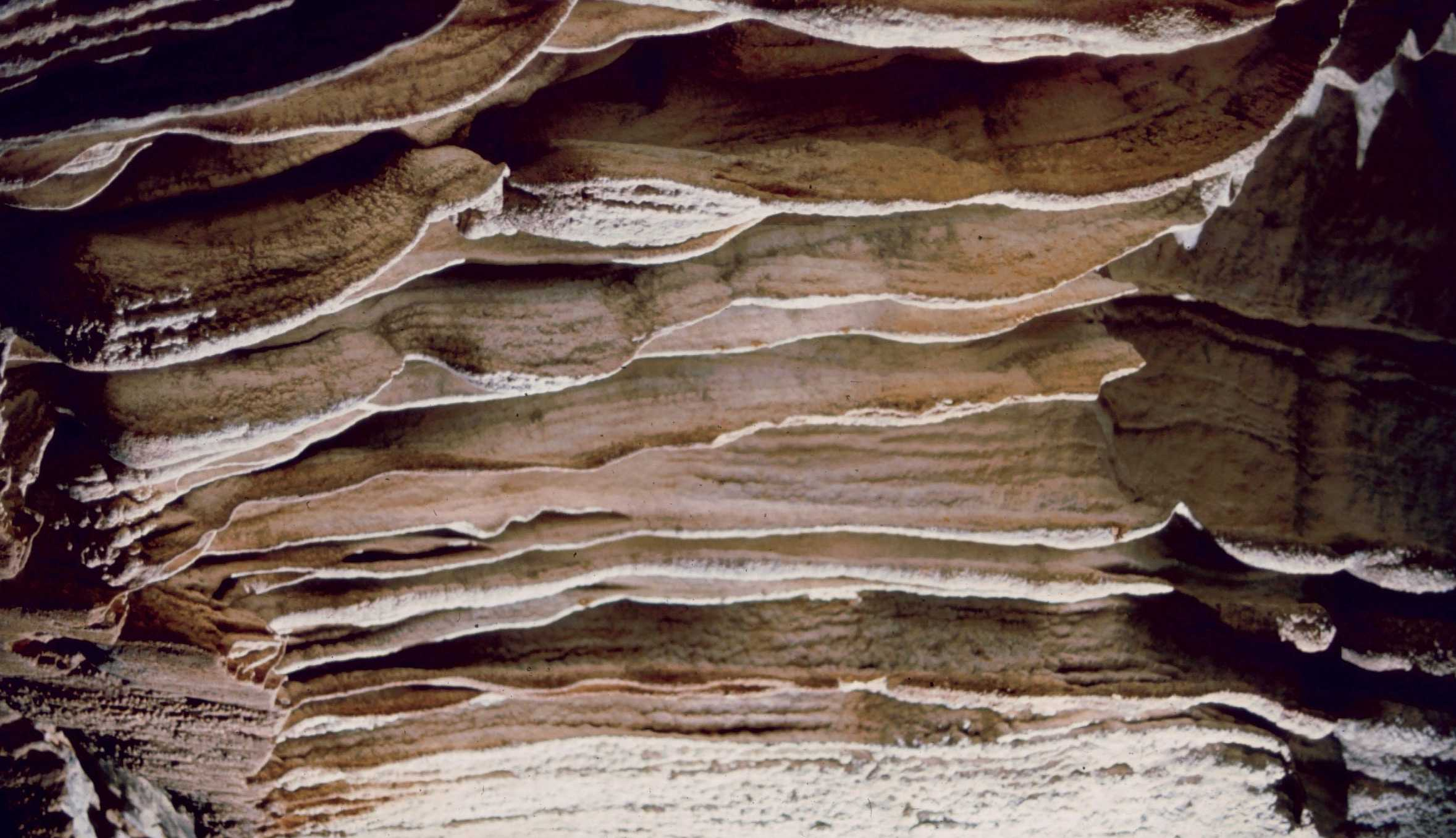
Concrétions.
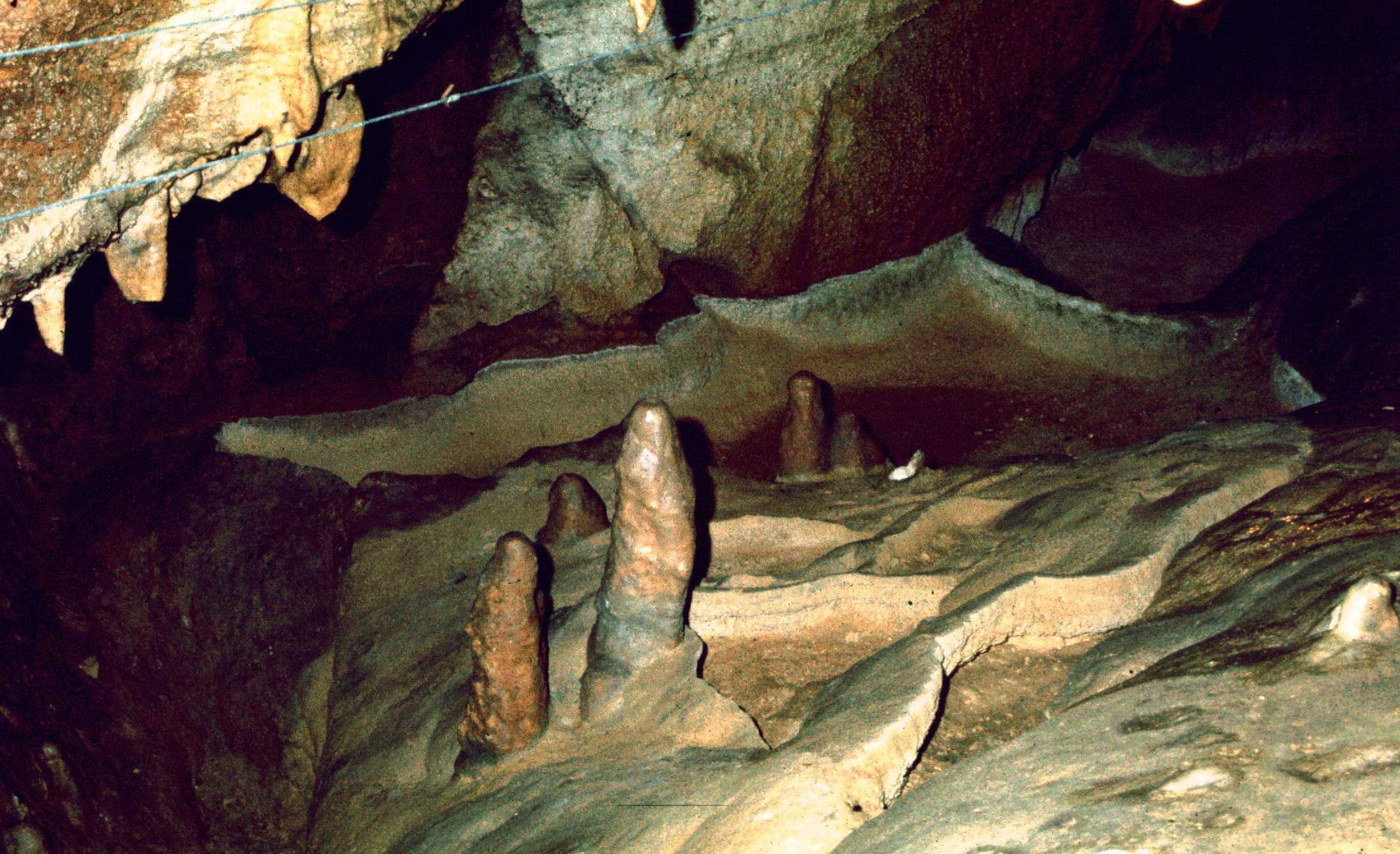
Concrétions.
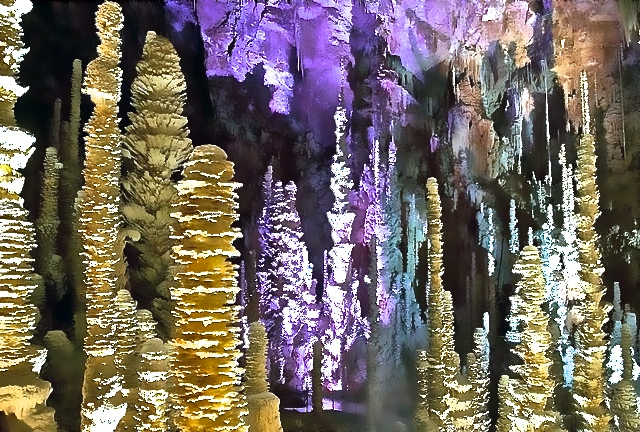
Son et Lumière.
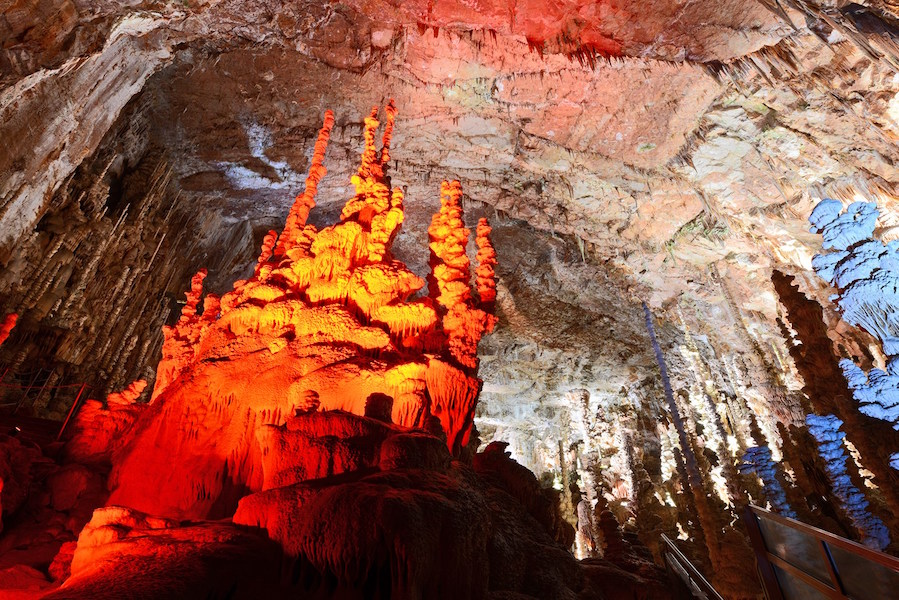
Son et lumière.